# Sonnenwagen

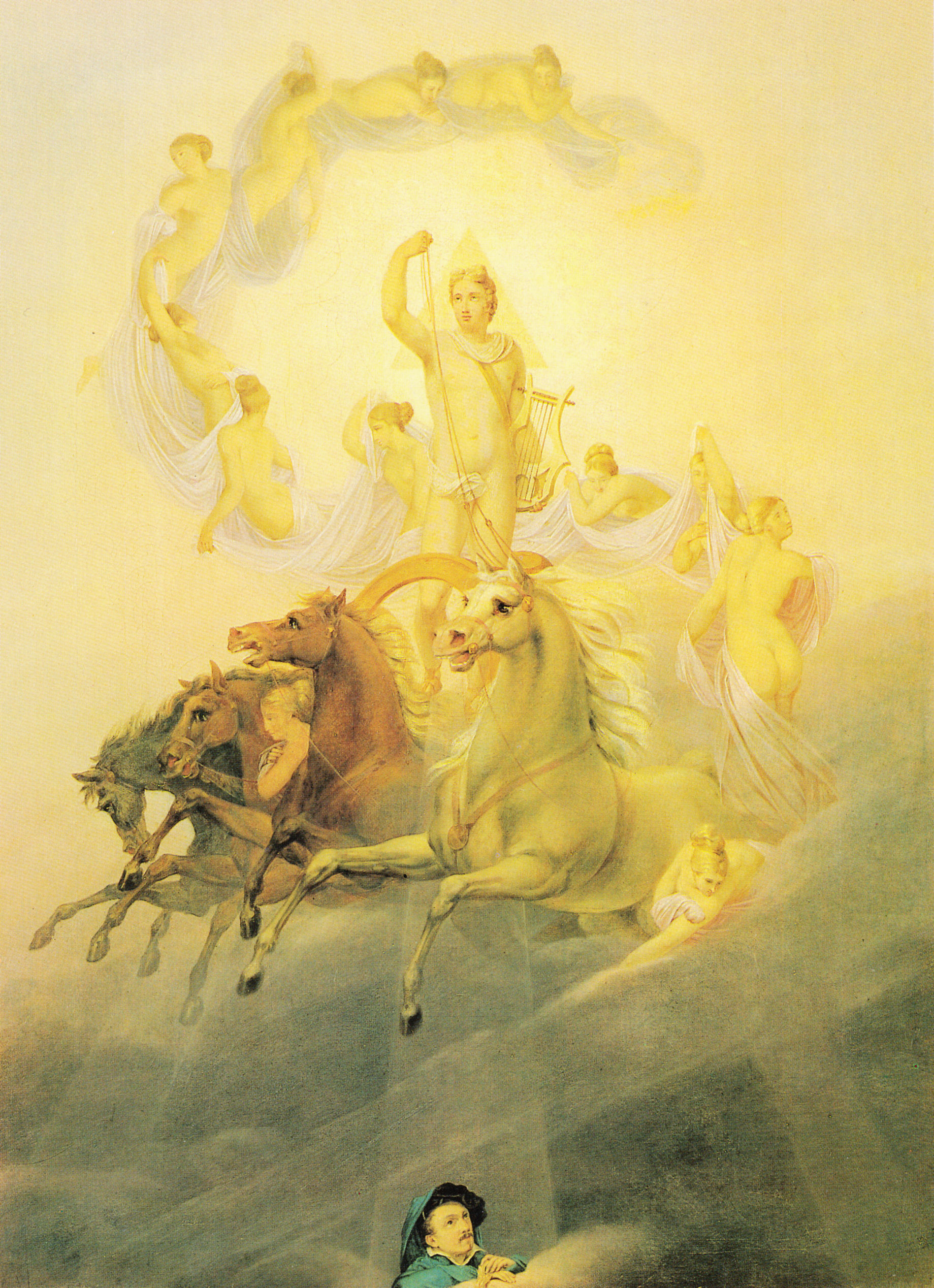
Apoll und der Sonnenwagen, Darstellung des Freimaurers Georg Friedrich Kersting von 1822

Als Sonnenwagen werden wagenartige mythologische Darstellungen bezeichnet, die die Fahrt der Sonne verbildlichen. Ein verwandtes mythologisches Symbol mit ähnlicher Bedeutung ist das Sonnenschiff. Mit dem Sonnenwagen wird in der frühen Mythologie der scheinbare tägliche Sonnenlauf von Ost nach West und der seinerzeit noch vollkommen unklare Rückweg dargestellt. Je nach dem Konzept der Kosmologie steuert der Sonnengott (teilweise auch die Sonne selbst) den Wagen und ist Verehrungsobjekt eines Sonnenkults.

## Nordische Bronzezeit

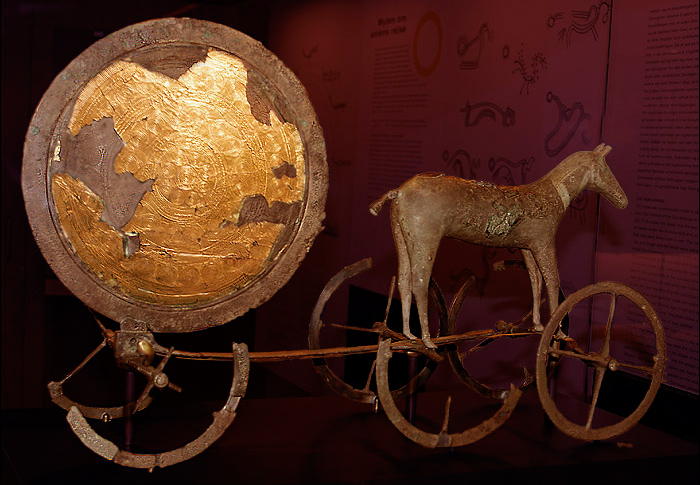
Sonnenwagen von Trundholm

Felsritzungen von Tanum

In Petroglyphen aus der Nordischen Bronzezeit finden sich Wagendarstellungen in Kombination mit Radkreuzen. Eine bronzezeitliche Statue, die die Sonnenwagen-Symbolik aufgreift, ist der Sonnenwagen von Trundholm.

## Germanische und keltische Mythen
Auch in der germanischen Mythologie findet sich der Sonnenwagen, der von der Sonnengöttin Sol gesteuert wird. Gezogen wird dieser von den Pferden Alsvidr und Arvakr (der Allgeschwinde, der Frühwache). Der Schutzschild Swalin schützt den Wagen vor der Sonnenhitze.
Ob Fundstücke wie der Kultwagen von Peckatel und der keltisch angenommene Kultwagen von Strettweg, beide mit Kessel, als Sonnenwagen gedeutet werden können, ist unsicher.
Auch die Namen der Sternbilder Großer und Kleiner Wagen (heute: Bär) werden in diesem Zusammenhang interpretiert, als Zirkumpolarsternbilder zeigen sie dem frühen Sterndeuter die Sonnenbahn.

## Griechischer und römischer Mythenkreis
Den Sonnenwagen fährt die altgriechische Sonnengottheit Helios Ἥλιος, ebenso der römische Apoll (lateinisch Solis currus ‚Sonnenwagen, Sonnenlauf‘). Gezogen wird der Wagen von vier Feuerrössern. Überliefert ist auch der Mythos von der Wagenfahrt seines Sohnes Phaethon (Φαέθων), der die Bahn verlässt und die Erde verbrennt, bis er von Zeus in den Eridanus gestürzt wird. Bei Hesiod ist Phaeton aber der Morgenstern (Planet Venus), was Zusammenhänge mit jeweiligen Kalendersystemen vermuten lässt.

## Palästina
Nach der Erzählung in dem 2. Buch der Könige standen in Jerusalem während der frühen Zeit der Könige an dem Eingang zu dem Verwaltungsbezirk der Davidsstadt Sonnenwagen, die wegen der Wiederherstellung der monotheistischen Religion 622 v. Chr. von dem König Joschija in einem Feuer verbrannt worden sind.

## Hinduismus

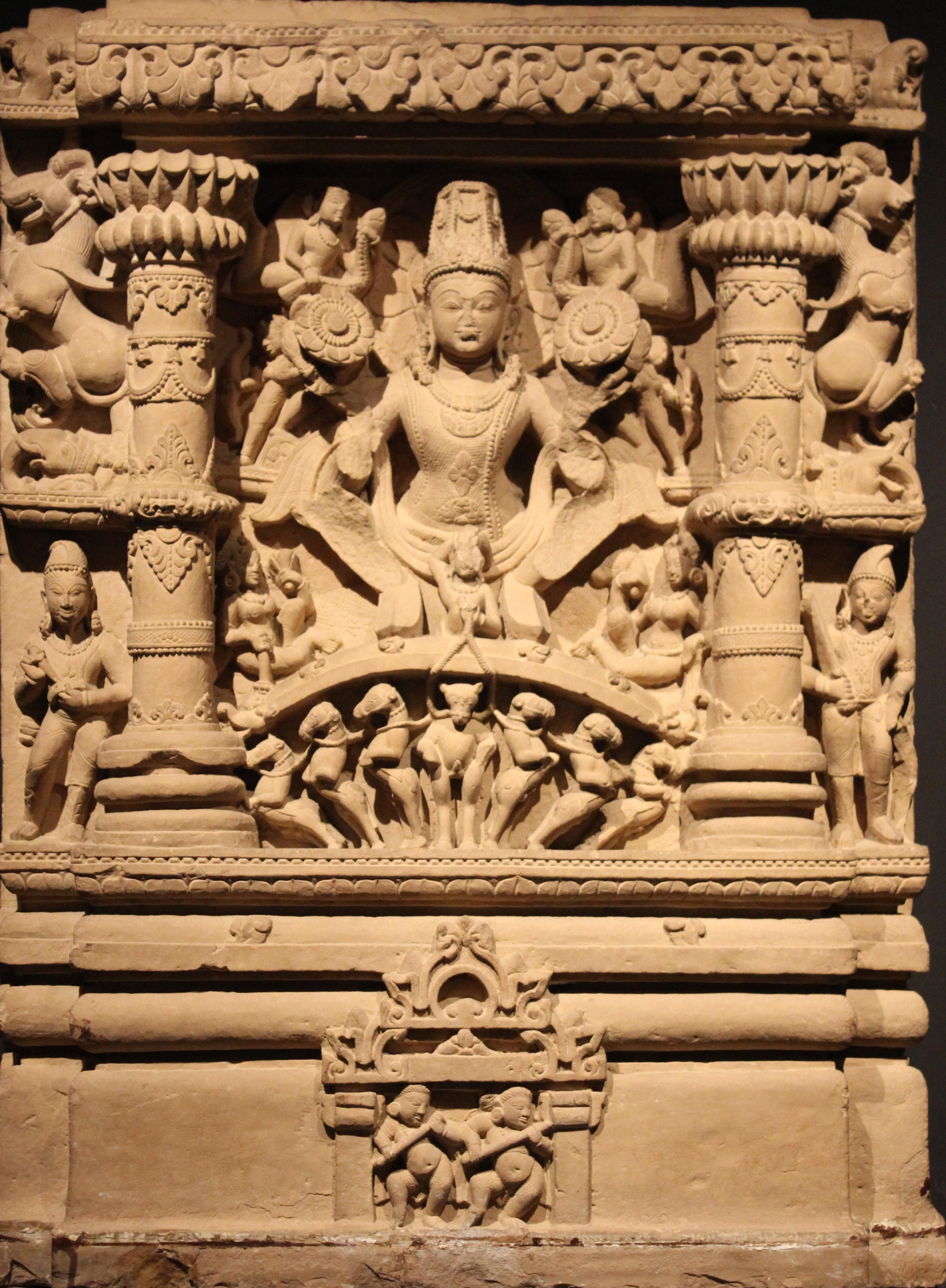
Surya auf dem von Pferden gezogenen Sonnenwagen

Gemäß dem Hinduismus lenkt Surya, die Personifizierung der Sonne, einen vom göttlichen Vishvakarman aus den Strahlen der Sonne gefertigten Wagen, der beispielsweise Vimana genannt wird. Der Wagen wird von sieben Pferden gezogen, die für die sieben Tage der Woche stehen. Auf diesem thront neben Surya auch seine Frau Chhaya (Schatten).

## Chinesische Mythologie

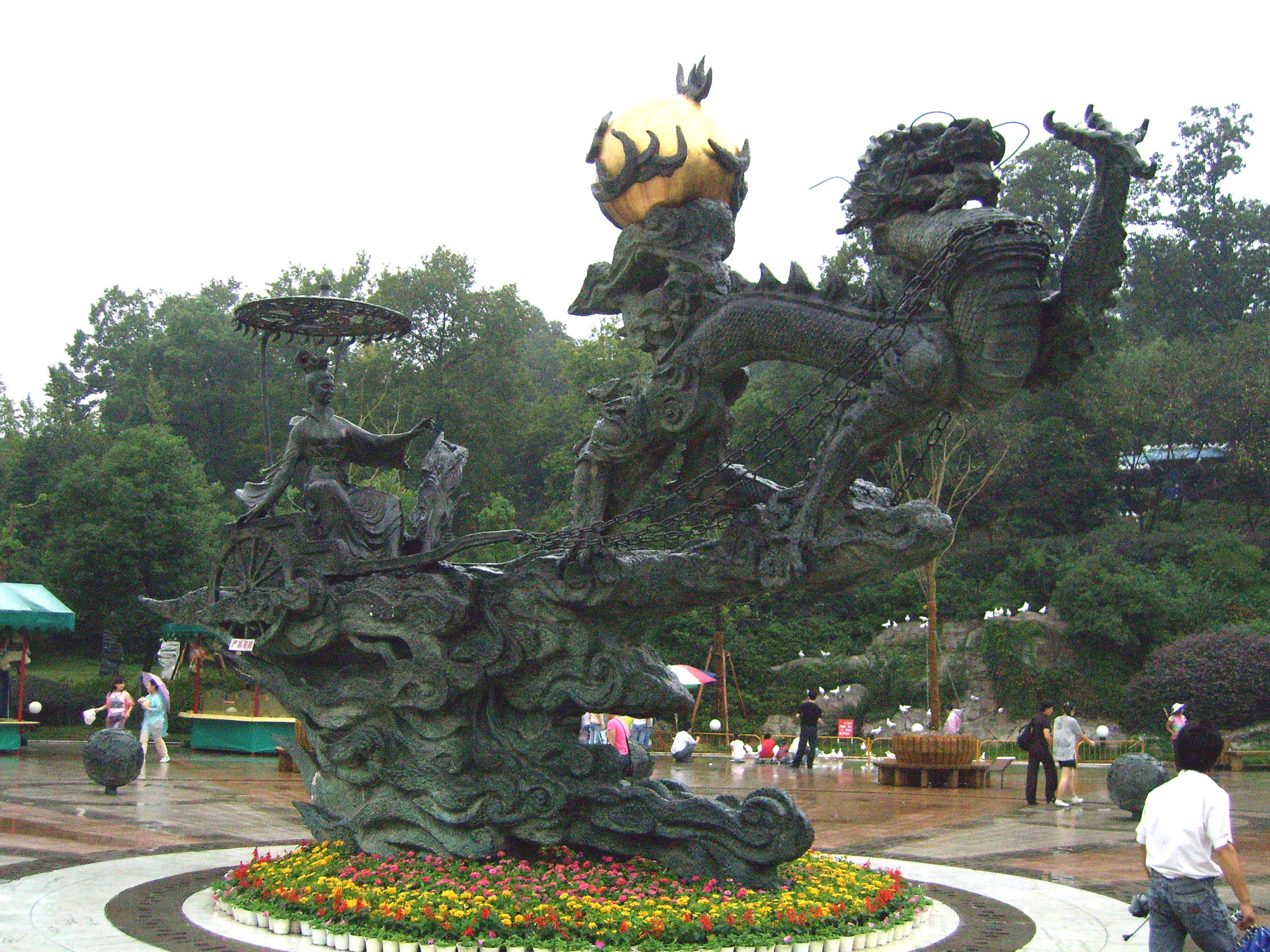
Statue der Sonnengöttin Xihe auf ihrem Sonnenwagen, der von einem Drachen gezogen wird.

In der chinesischen Mythologie ist es Xihe, die den Sonnenwagen fährt, Mondgöttin ist die Chang’e. Früher hatte Xihe für jeden Tag einer zehntägigen Periode (旬) einzelne Sonnen geboren, dreifüßige Vögel namens 陽烏,  yángwū oder 金烏,  jīnwū, aber Houyi 后羿, der Bogenschütze, hatte sie erschossen, weil sie sich versammelten, und die Erde zu verbrennen drohten (es gibt auch eine Version, in der er die zehnte Sonne am Leben ließ, und ihr befahl, regelmäßig auf- und unterzugehen). Diese Legende wird als Nachklang des Versagens eines frühen Kalendersystems und dessen Reform interpretiert.